# Moggio
Moggio är en ort och kommun i provinsen Lecco i regionen Lombardiet i Italien. Kommunen hade 491 invånare (2018).